# Marguerite Souley-Darqué
Marguerite Souley-Darqué, née à Dax le 25 décembre 1855 et morte à Vieu-en-Valromey le 27 janvier 1921, est une artiste peintre et intellectuelle, féministe militante française, active au tournant des XIXe et XXe siècles.
Elle a œuvré avec persistance pour l’égalité femme-homme à travers articles et conférences dont les idées sont développées dans son essai L'Évolution de la femme, publié en 1908.

## Biographie

### Jeunesse et vie personnelle
Marie Marguerite Darqué naît à Dax en 1855, fille Jean Eugène Darqué, négociant, et de Thérèse Laffitte, son épouse. Le 22 octobre 1877, elle épouse à Montfort-en-Chalosse Paul-Ozée Soulé, propriétaire rentier, mais le mariage ne dure pas.
Dès 1882, elle est domiciliée dans un quartier bourgeois de Paris, près du parc Monceau, dans un immeuble construit en 1880 au 104, avenue de Villiers, et, plus tard, dans le quartier de l’Étoile au 67, avenue de Wagram.
La date de son décès n'est pas connue. En 1918, Joseph Darqué, son frère, ancien conseil municipal de Dax, meurt en faisant de la commune sa légataire universelle. Marguerite Souley-Darqué attaque le testament en justice, puis fait appel après que le tribunal a rendu un jugement favorable à la ville. En décembre 1921, un article de La Gazette de Biarritz indique que « cet appel est encore en cours, Mme Souley-Darqué ayant, à sa mort, institué dans tous les droits Mme Janot, de Pau, sa légataire universelle ».

### L’artiste
Peut-être formée à la peinture, Marguerite Souley-Darqué expose régulièrement ses tableaux à la galerie Georges-Petit, comme son Portrait d'homme au chapeau en 1884, et dans plusieurs salons : Jeune Fille vénitienne en 1885 ; La Leçon de lecture en 1889 ; un portrait au salon des indépendants en 1892, à propos duquel la critique indique : « Le Père Duperrat par Madame Souley Darqué, honnête figure de vieux jardinier, étudiée avec intelligence et talent ». ; Soleil couchant à Montigny-sur-Loing en 1895.
En 1892, elle participe avec Magdeleine Real del Sarte et Amélie Valentino à la création de la Société des femmes artistes dont les expositions auront lieu, de 1893 à 1907, à la galerie Georges-Petit.
Elle est nommée officier de l’Instruction publique par décret du 25 décembre 1895, au titre de peintre.

### L’intellectuelle

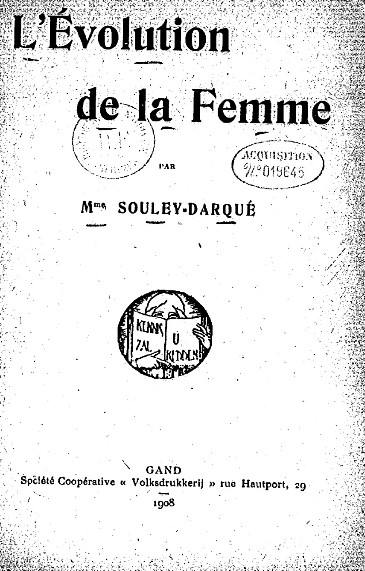
Couverture de l'édition originale

Cependant, c'est dans le domaine des idées que Marguerite Souley-Darqué se fait le plus notablement remarquer.
Philosophe et sociologue amateure, on retient d’elle ses conférences sur Nietzsche ou sur Tolstoï et son enseignement sur la « féminologie » — terme qu'elle impose alors — au Collège libre des sciences sociales.
Militante engagée de la cause féministe, elle écrit de nombreux articles dans différentes publications progressistes comme La Libre Pensée, Le Rappel, L’Aurore, Le Cri du peuple socialiste, Le Radical et participe à différents congrès intellectuels. Elle joue aussi un rôle dans l’évolution de la franc-maçonnerie féminine dont elle est membre (GLSE2, Grande Loge symbolique écossaise, puis Grande Loge de France).
Intellectuelle active et membre de la Société de sociologie de Paris (SSP), Marguerite Souley-Darqué enseigne entre 1900 et 1905 la « féminologie » au Collège libre des sciences sociales, qui se consacre à la recherche innovante et propose, entre autres, des cours intitulés « Le mouvement féministe » ou « Le féminisme sous le règne de Louis XIV ».
Sur le plan des idées, Mme Souley-Darqué s’affirme proche de Clémence Royer (1830-1902) dont elle est l’amie, la disciple et cohéritière. De la philosophe qui a traduit Darwin en français, elle retient le principe de l’évolution biologique des espèces par adaptation à de nouvelles conditions de vie : elle l’applique à l’histoire des femmes et publie en 1908 un essai convaincu sur L'Évolution de la femme.
Hélène Charron, dans sa thèse de 2009 à l’Université de Montréal, résume l’ouvrage ainsi : « Marguerite Souley-Darqué fait l’hypothèse d’un asservissement primitif des femmes, rendu nécessaire par les conditions de vie spécifiques des premières phases d’évolution sociale, et produisant une inégalité physique et intellectuelle réelle entre les hommes et les femmes, mais qui serait devenu illégitime avec l’industrialisation qui ouvre une nouvelle ère d’égalité entre les sexes. »
Certaines revues mentionnent la parution du livre de Marguerite Souley-Darqué. Les Cahiers de la quinzaine citent les titres des chapitres sans commentaire : « I. L’Évolution physique et psychique de la femme. II. L'Évolution sociale de la femme. III. Situation actuelle de la femme au point de vue de la loi, de la famille, du travail. IV. Les précurseurs du féminisme. V. Le monde féministe. VI. Les ennemis de la femme. VII. Les victoires féministes. VIII. Les travaux des femmes : arts, sciences, industrie, instruction, commerce, agriculture. IX. Les espérances du féminisme. X. Le rôle de la femme dans la société future ».
Extraits significatifs :
- « Dans le domaine de l’intelligence, l’homme reprend un avantage considérable » p. 11 « Il n’y a pas eu encore de femme de génie. » « Non la femme n’est pas créatrice, il faut avoir le courage de le dire. Elle n’a ni invention, ni imagination. Elle n’est pas réellement artiste, elle n’est guère poète ; les sens du lyrique aussi bien que les sens du comique lui font défaut » p. 13 « Retenons donc ce fait dans sa brutalité : infériorité actuelle de la femme. » (Produit de l’évolution darwinienne), « l’inégalité des sexes [a été un] puissant moyen de conservation de l’espèce humaine »
- Rapport homme/femme : « il s’en fit un serviteur : il la surchargea des travaux domestiques et agricoles, se réservant uniquement la chasse et la guerre. » p. 25
- « La force de l’homme, de moins en moins nécessaire à cause du machinisme qui demande peu d’efforts, est déjà entrée en régression et sera avant peu au niveau de la femme. » « C’est surtout sur le cerveau que les effets les plus puissants (…) pourront être obtenus » p. 36
- « les Hercules, les Titans, ces géants bosselés de muscles disparaîtront aussi bien que les types de femmes mièvres et menues, nonchalantes … Déjà la pratique plus généralisée des sports commence à secouer la faiblesse, l’apathie et la timidité traditionnelle de notre sexe. » p. 277
- « Tout nous porte donc à croire que, dans quelques siècles, régnera une égalité parfaite entre les sexes. » p. 278[18].

Par ailleurs, comparant le mariage au servage quant au rapport dominant/dominé lié aux contextes historiques, Marguerite Souley-Darqué appelle de ses vœux l’union libre qui « permettra enfin (à la femme) de conquérir l’égalité conjugale ». Elle publie sur le même thème dans L'Éducation féministe à Lyon 1907 un texte au titre clair : Le Servage de l’épouse.
Marguerite Souley-Darqué, à la fois artiste, intellectuelle et militante entre 1880 et 1914 et plutôt oubliée un siècle plus tard, reste une bonne représentante du mouvement féministe de son époque. Son nom est régulièrement cité dans les ouvrages sur ce thème.

## Œuvres picturale
- Paysanne, huile sur toile, coul., 61,5 x 49,5 cm, France, 1892, Bibliothèque historique de la ville de Paris[21].

## Publication
- L'Évolution de la femme, 1908, réédité en 2013[22].

## Décoration
- Officier de l'ordre des Palmes académiques, 1895[10].